# Bipinnula fimbriata
Bipinnula fimbriata é uma espécie de orquídeas geófitas, família Orchidaceae, que existem apenas no Chile, em baixas altitudes. São plantas terrestres ou humícolas, de crescimento sazonal, que passam por período de dormência quando apenas subsistem suasraízes fasciculadas e mais ou menos tuberosas, resistentes às secas prolongadas e mesmo incêndios. Apresentam pseudocauleherbáceo, com poucas flores ou apenas uma flor apical, cujas sépalas e pétalas muito diferem entre si; as sépalas laterais são estreitas e na extremidade alargam-se terminando em uma espécie de franja que lembra uma pluma.

## Publicação e sinônimos
- Bipinnula fimbriata (Poepp.) I.M.Johnst., Contr. Gray Herb., n.s., 85: 28 (1929).

Sinônimos homotípicos:
- Chloraea fimbriata Poepp., Fragm. Syn. Pl.: 15 (1833).
- Jouyella fimbriata (Poepp.) Szlach. & Marg., Polish Bot. J. 46: 125 (2001).

Sinônimos heterotípicos:
- Bipinnula mystacina Lindl., J. Bot. (Hooker) 1: 5 (1834).